# Alpaugh, Kalifornija
Alpaugh je naseljeno područje za statističke svrhe u američkoj saveznoj državi Kalifornija. Prema popisu stanovništva iz 2010. u njemu je živjelo 1,026 stanovnika.